# Vanves
Vanves är en kommun i departementet Hauts-de-Seine i regionen Île-de-France i norra Frankrike. Kommunen ligger i kantonen Vanves som tillhör arrondissementet Antony. År 2022 hade Vanves 28 507 invånare.

## Befolkningsutveckling
Antalet invånare i kommunen Vanves
| Referens: INSEE |